# Heinrich Joseph Deuster
Balthasar Heinrich Joseph Maria Deuster (* 29. Oktober 1799 in Simmern/Hunsrück; † 11. Oktober 1850 in Saarbrücken) war ein deutscher Jurist und Abgeordneter.
Deuster war der Sohn des Advokaten und Notars Joseph Anton Deuster. Er war mit Helene Schneider verheiratet und katholischer Konfession.
Er leistete 1816 bis 1821 Militärdienst als Freiwilliger im Rheinischen Schützen-Bataillon, zuletzt als Seconde-Leutnant. Er studierte danach Rechtswissenschaften und wurde 1823 Auskulator am Landgericht Köln und 1824 Referendar. 1826 war er zunächst Assessor in Wetzlar und dann in Trier, wo er 1827 Untersuchungsrichter wurde. 1831 wurde er Staatsprokurator beim Landgericht Trier, 1832 zweiter Prokurator beim Landgericht Koblenz und 1835 Oberprokurator beim Landgericht Saarbrücken und 1839 in Trier. 1850 wurde er zum Präsidenten des Landgerichts Saarbrücken ernannt, konnte das Amt aber wegen seiner schweren Erkrankung, die zu seinem Tode führte, nicht antreten. 1850 war er Mitglied im Volkshaus des Erfurter Unionsparlaments.
Er trug zuletzt den Titel Justizrat. 1842 erhielt er den Roten Adlerorden 4. Klasse, 1845 den Roten Adlerorden 3. Klasse mit Schleife.